# Prognathogryllus stridulans
Prognathogryllus stridulans är en insektsart som först beskrevs av Perkins, R.C.L. 1899.  Prognathogryllus stridulans ingår i släktet Prognathogryllus och familjen syrsor. Inga underarter finns listade i Catalogue of Life.